# Karl Löwrick
Karl Löwrick (* 8. November 1894 in Podlechen im Kreis Rastenburg; † 8. April 1945 in Pillau) war ein deutscher Offizier, zuletzt Generalleutnant im Zweiten Weltkrieg.

## Leben
Löwrick diente als Offizier im Ersten Weltkrieg. In der Wehrmacht führte Löwrick im Zweiten Weltkrieg als Kommandeur die 93. Infanterie-Division und die 542. Infanterie-Division.

## Auszeichnungen
- Eisernes Kreuz (1914) II. und I. Klasse
- Spange zum Eisernen Kreuz II. und I. Klasse
- Ritterkreuz des Eisernen Kreuzes mit Eichenlaub[1][2]
  - Ritterkreuz am 5. August 1940
  - Eichenlaub am 17. Mai 1943 (247. Verleihung)